# Pianomeer
Lago di Piano of Pianomeer is een klein meer in Italië (provincie Como in de regio Lombardije) tussen het Zwitsers/Italiaanse Luganomeer en het Italiaanse Comomeer. Het meer is 0,72 km² groot en ligt in de buurt van de plaatsen Porlezza en Carlazzo. Het kleine dorpje aan de rand van het meer heet Piano di Porlezza. Door de gunstige ligging in de zuidelijke uitlopers van de Alpen heerst er zomers een subtropisch klimaat. Om het meer ligt het natuurreservaat Riserva naturale Lago di Piano. Aan het meer zijn twee campings gevestigd.